# La guerra privada del mayor Benson
La guerra privada del mayor Benson es una película estadounidense del año 1955 perteneciente al género de comedia, protagonizada por Charlton Heston, Julie Adams, Sal Mineo y Tim Hovey. La cinta trata sobre un discurso de un oficial del Ejército de los Estados Unidos que debe adaptarse al programa JROTC en la Academia Sheridan, una escuela militar para muchachos católicos, si no quiere ser expulsado del ejército.
La película se rodó en el campus de la Escuela Militar de Catherine en 1955, con los cadetes interpretando a todos los personajes excepto los papeles principales. Universal-Internacional Estudios eligió cadetes y la ubicación de St. Catherine por su comedia humorística acerca de los desafíos que enfrenta el nuevo comandante de una escuela militar por las travesuras de un grupo de cadetes de la escuela primaria. La cinta fue protagonizada por Charlton Heston, Julie Adams, William Demarest y un batallón completo de los estudiantes de St. Catherine.
Esta película fue una de las inspiraciones para la película de Damon Wayans de 1995 Mayor Payne, y probablemente también para la película para televisión de 1984 Hard Knox.

## Festivales
3ª. edición del Festival de San Sebastián
| Certamen        | Resultado |
| --------------- | --------- |
| Sección oficial | Incluida  |